# Tom Brown (tennista)
Thomas P. Brown , Jr., detto Tom (San Francisco, 26 settembre 1922 – Castro Valley, 27 ottobre 2011), è stato un tennista statunitense.

## Carriera
Protagonista nei tornei del dopoguerra ottiene ottimi risultati in tutte le specialità: singolare, doppio maschile e doppio misto.

Agli Internazionali di Francia 1946 raggiunge la semifinale nel singolare dove si arrende in cinque set a Jaroslav Drobný mentre nel doppio misto arriva in finale assieme a Dorothy Bundy ma vengono sconfitti da Pauline Betz e Budge Patty.

Nello stesso anno a Wimbledon vince il doppio maschile in coppia con Jack Kramer e il doppio misto insieme a Louise Brough.

Agli U.S. National Championships 1946 raggiunge la prima finale in singolare in uno Slam ma si deve arrendere a Kramer che in tre set si aggiudica il titolo.

Il 1947 è il suo anno migliore nel singolare infatti ottiene i suoi migliori risultati nei primi tre Slam dell'anno. In Australia arriva fino alla semifinale ma viene sconfitto nettamente da Dinny Pails, futuro vincitore. Agli Internazionali di Francia si ferma in semifinale come l'anno precedente, questa volta ad opera di József Asbóth, nel doppio maschile arriva in finale insieme a Bill Sidwell ma vengono sconfitti in quattro set da Eustace Fannin e Eric Sturgess.

A Wimbledon raggiunge la sua seconda finale nel singolare in un torneo dello Slam ma come agli US Open 1946 è Jack Kramer a fermarlo ad un soffio dal trofeo.

Nel 1948 raggiunge la finale del doppio maschile a Wimbledon insieme a Gardnar Mulloy ma si arrendono alla coppia australiana formata da John Bromwich e Frank Sedgman.

Vince il suo ultimo titolo in un torneo dello Slam agli U.S. National Championships 1948 nel doppio misto, in coppia con Louise Brough sconfigge Margaret Osborne duPont e Bill Talbert con il risultato di 6-4 6-4.

Tra il 1946 e il 1958 si è classificato per otto volte tra i primi dieci tennisti statunitensi e ha raggiunto la sua migliore posizione nel 1946 quando ha ottenuto il quarto posto.
Muore all'età di ottantanove anni a Castro Valley in California.

## Finali del Grande Slam

### Singolare

#### Finali perse (2)
| Anno | Torneo             | Avversario in finale | Risultato   |
| 1946 | U.S. Championships | Jack Kramer          | 9-7 6-3 6-0 |
| 1947 | Wimbledon          | Jack Kramer          | 6–1 6–3 6–2 |